# Abbaye de Flône
L'ancienne abbaye de Flône était un monastère de chanoines augustins situé à Amay, en Belgique, sur les bords de la Meuse, au milieu d'une épaisse végétation enserrée entre les montagnes. Ce monastère, fondé au début du XIe siècle, s'est développé rapidement grâce aux bienfaits et aux donations de différents comtes. Les chanoines y ont déployé une activité industrielle et agricole remarquable.
Le monastère fut meurtri par les troupes calvinistes du prince d’Orange en 1568 du fait des guerres de religion. Mais la renaissance, aux XVIIe et XVIIIe siècles, a permis différentes constructions formant un ensemble autour d’une double cour, au centre de laquelle se trouve l’église Saint-Mathieu. Le monastère acquit aussi, à cette époque, un vaste domaine et les droits qui s'y rattachaient.
L'abbaye cessa d’exister en 1796, lorsque ses biens furent confisqués et vendus publiquement par le pouvoir révolutionnaire français. Le site est devenu un château à titre privé, et en 1921, les Dames de l’instruction chrétienne ont acquis l’ensemble des bâtiments pour en faire leur maison principale.

## Géographie
L'abbaye de Flône est située sur les bords de la Meuse, au milieu d'épaisses frondaisons enserrées entre les montagnes, à Flône, aujourd'hui section de la commune d’Amay se trouvant à 10 km à l'est de Huy, en Belgique, dans la Province de Liège.
À l'origine, vers 1075, trois frères laïcs désirent se retirer du monde et vivre comme religieux. Ils se prénomment Rodolphe, Félicien et Lambert, et sont natifs de Hesbaye. Décidant se consacrer à Dieu, ils mettent à la disposition de l'église qu'ils viennent de fonder, leurs vastes propriétés de Geer, Imcourt, Haneffe, Perwez, Trognée et Gérimont-les-Jauche. 
Ils s’installent sur des terres données par l’évêque de Liège, Henri de Verdun, au lieu-dit Flône, là où le ruisseau se jette dans la Meuse. Ce territoire est prélevé sur la mense épiscopale de l'évêque en vue d'y bâtir un hospice, un oratoire (1070), des moulins, des viviers, etc. Il semble aussi que l’évêque souhaitait y voir fonder une halte pour les voyageurs suivant la chaussée romaine de Tongres-Amay-Arlon. Travaillant de leurs mains, les trois frères canalisent la Flône et y bâtissent donc plusieurs moulins, construisent un gîte pour voyageurs et un oratoire dédié à saint Matthieu.
À la fin du XVIIIe siècle, l'abbaye possède les droits sur les bois et sur la pêche en Meuse et sur l'exploitation du sous-sol. Elle possède diverses fermes : à la Kérité (sur les hauteurs de Flône), à Richemont (sur les hauteurs d'Amay) et, sur la rive droite de la Meuse, à Hermalle-sous-Huy, la ferme dite « de Hottine » et la « Maison de la Héna » où sont consignés en pénitence certains moines.

## Histoire

### Développement rapide
Vers 1189, le prieuré fondé en 1075 devient abbaye de chanoines et s’affilie à l’ordre des Chanoines réguliers de saint Augustin. Selon Émile Poumon, la charte de fondation du prieuré date de 1091, prieuré élevé en abbaye en 1139. Ces chanoines desservent les paroisses des environs. 
Flône se développe rapidement grâce aux bienfaits et aux donations des comtes de Clermont et de Moha, des comtes d'Aska et de Beaufort, etc. À Flône, les chanoinesses déploient une activité industrielle et agricole remarquable. La brasserie est construite en 1550 sous l’abbatiat de Philippe d’Orjo (1145-1555), dont l’impressionnante pierre tombale est conservée dans l’église. Remaniée aux XVIIe et XVIIIe siècles, la brasserie est la partie la plus ancienne de l’ensemble des bâtiments. En outre, au XVIIe siècle, l'abbaye possède une école renommée.

### Guerres de religion
Les sérieux troubles qui accompagnent les guerres de religion ont également des conséquences à Flône : en 1568, l’abbaye est pillée et dévastée par les troupes calvinistes du prince d’Orange. 

### Renaissance

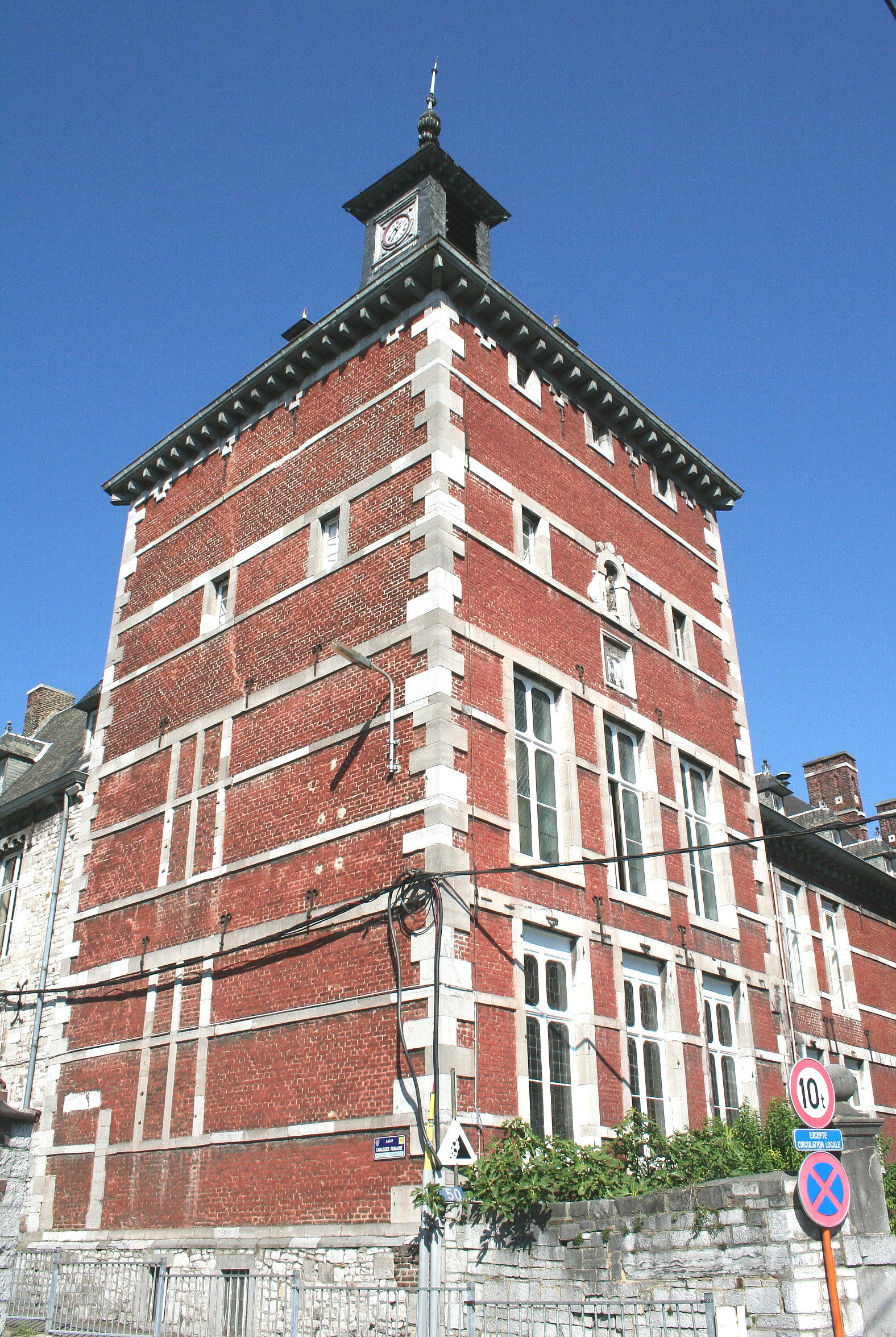
Tour d'angle

La renaissance vient au XVIIe siècle. Le moulin, le porche et le splendide colombier (partie nord de la double cour) sont construits par Thomas de Vinalmont (1608-1623). Sous les abbatiats de Guillaume de Hemricourt (1636-1670) et son neveu (qui lui succède) Dieudonné de Hemricourt (1670-1692) s’édifie le reste des bâtiments : église, couvent et tour d’angle. Cette dernière, bien visible de la Meuse et de la route qui longe le fleuve est devenue l’image emblématique de l’ancienne abbaye.  Les constructions forment un ensemble autour d’une double cour, au centre de laquelle se trouve l’église Saint-Mathieu. 
Au XVIIIe siècle, Jean-Jérôme de Schroots (1725-1742) ajoute la maison de la dîme (pour la réception des taxes et redevances) à gauche de l’église, et son successeur Charles Delvaux de Fenffe (1742-1778) reconstruit le palais abbatial, à droite du portail d’entrée. L'abbaye acquiert aussi un vaste domaine et les droits qui s'y rattachent.

### Suppression de l'abbaye
En 1796, l’abbaye est supprimée par le pouvoir révolutionnaire français. Ses biens sont confisqués et vendus. Ils passent aux mains de particuliers. Pour une centaine de milliers de francs, l'abbaye est rachetée par son dernier abbé, Joseph Paquô (1779-1796), qui rachetait la même année l'abbaye du Val-Saint-Lambert, sous le couvert du citoyen Jean-François Deneef. La communauté ne put se rétablir et Paquô céda ses biens à son neveu le 20 juillet 1806.
Devenue château, l'abbaye appartint aux Combaires (1843-1868), aux Frésart (1868-1902), puis aux Dames du Sacré-Cœur, Flône étant la maison-mère des Dames de l’instruction chrétienne depuis 1921.

## Patrimoine
L'ancienne abbaye de Flône montre toujours d'amples constructions en Renaissance mosane du XVIIe siècle surveillées par une église possédant un riche mobilier  : maître-autel, stalles, chaire de vérité, banc de communion, fonts baptismaux, etc.
L'ancienne église abbatiale, maintenant église paroissiale de Flône, contient en effet de nombreux trésors d’art et d’architecture :
- Dans le transept, cinq pierres tombales de prélats de Flône, en marbre noir.
- Des fonts baptismaux romans (XIIe siècle).
- Dans le sanctuaire, des stalles du XVIIe siècle.
- Sur les murs de l’abside, deux tableaux de Jean Del Cour (1631-1707), l’un représentant Saint Matthieu (auquel l’église est dédiée) l’autre Saint Augustin (Patron des chanoines de Saint-Augustin)
- Aux autels latéraux, deux tableaux d'Englebert Fisen surmontés de médaillons sculptés représentant les donateurs : le comte et la comtesse de Hermalle[3]
- A la tribune, un buffet et des orgues remarquables créés en 1710 par le facteur Karel Dillens (classés au patrimoine majeur de Wallonie).
- La châsse de sainte Denise, contenant les reliques d'une martyre du début du christianisme (visibles à travers de petits orifices). La sainte est encore vénérée aujourd'hui.

Une tour de 1658, de forme octogonale, en briques avec bandeaux de pierre, dépasse à peine le faîte du sanctuaire et son déambulatoire. L'ensemble, bien préservé, subsiste presque intégralement. La demeure abbatiale de 1764, à trois ailes, existe toujours. On peut découvrir aussi le perron monumental de l'ancienne abbaye, avec ses ferronneries artistiques, son portail Louis XIV, sa fontaine, ses édifices mêlant briques et pierres.

## Institut d'enseignement
En 1921, les Dames de l’instruction chrétienne acquièrent l’ensemble des bâtiments et en font leur maison principale. L’abbaye devient alors l'Institut de l’Instruction Chrétienne. Un internat pour jeunes filles est ouvert. Au fil des années l’institut s’ouvre à la mixité. Des élèves externes sont admis. Des annexes sont construites, et une passerelle fermée au-dessus de la chaussée romaine permet de joindre le « château Goffart » qui date de 1905 ; un hall de sport complète l'ensemble.
En décembre 2007, un incendie se produit dans la tour d'angle provoquant des dégâts aux boiseries.
En 2008, les violentes pluies du début juillet provoquent inondations et même éboulement de terres et rochers le long de la chaussée romaine sans compromettre pour autant la rentrée scolaire.
En 2018, l'école fondamentale comprend plus de 450 élèves tandis que plus de 1000 élèves suivent les cours secondaires.
Lors de cette même année, un incendie démarré dans la chapelle, très vite maitrisé, provoque des dégâts limités aux boiseries et châssis de fenêtres.